# Ceratitis sarcocephali
Ceratitis sarcocephali är en tvåvingeart som först beskrevs av Mario Bezzi 1924.  Ceratitis sarcocephali ingår i släktet Ceratitis och familjen borrflugor.
Artens utbredningsområde är Nigeria. Inga underarter finns listade i Catalogue of Life.